# Francesco Arconati
Luigi Maria Arconati, al secolo Francesco Arconati (Milano, 1605 – Milano, ...), è stato un presbitero e scrittore italiano.

## Biografia
Figlio illegittimo del nobile Galeazzo Arconati e della sua amante, Caterina Vaghi, Francesco nacque a Milano nel 1605. Le prime notizie che si hanno sulla sua persona risalgono all'anno 1617 quando, nel testamento di Anna Visconti di Cislago, madre di Galeazzo, si fa cenno ad una rendita di 200 scudi d'oro annui da lasciarsi "a Francesco, figlio illegittimo del detto Galeazzo".
La sua condizione di figlio illegittimo gli precluse la successione ai beni paterni per quanto unico figlio maschio di suo padre. Per questo motivo decise di intraprendere la carriera ecclesiastica entrando nell'ordine dei Frati Predicatori, divenendo novizio dal 1623 nel convento di Sant'Eustorgio di Milano. Nel 1626 emise i voti solenni prendendo il nome di Luigi Maria. Malgrado la sua condizione, egli ebbe sempre libero accesso alla casa degli Arconati che frequentò assiduamente anche grazie al fatto che suo padre si occupò sempre attivamente della sua persona.
Fu proprio grazie a Galeazzo che Luigi Maria ottenne l'appoggio del cardinale Francesco Barberini di Roma il quale, nel 1643, gli fece ottenere una cattedra come professore di teologia. Questo legame col Barberini era certamente favorito dal fatto che sia il cardinale sia il suo segretario personale, Cassiano Dal Pozzo, avevano dei legami col padre dell'Arconati il quale, dall'inizio del Seicento, era in possesso del Codice Atlantico di Leonardo da Vinci e di altri scritti leonardeschi. Luigi Maria ottenne quindi dal padre l'incarico di eseguire delle copie delle opere di Leonardo (nello specifico il "Trattato di ombra e lumi", oltre alle opere di idraulica, meccanica e militari) e di tradurli in italiano corrente. Gli venne richiesto inoltre di realizzare lui stesso un trattato che riassumesse le questioni idrauliche affrontate dallo stesso Leonardo nel corso di tutti i suoi scritti, che fu intitolato "Del moto et misura dell'aqua", donato poi al cardinale Barberini.
Il manoscritto, entrato a far parte della Biblioteca Barberiniana, rimase inedito sino al 1826 quando, Francesco Cardinali, sul punto di pubblicare uno studio sugli autori italiani interessatisi di idraulica, riuscì a scoprire l'opera dell'Arconati e ne curò una stampa nel 1828.

## Albero genealogico
|                                                                |   |                           | Genitori                                        |  |  | Nonni |  |  | Bisnonni                                                        |  |  | Trisnonni                                                      |  |
|                                                                |   |                           |                                                 |  |  |       |  |  | Giovanni Battista Arconati, I feudatario della Pieve di Dairago |  |  | Giovanni Gaspare Arconati, I feudatario di Arconate e Inveruno |  |
|                                                                |   |                           |                                                 |  |  |       |  |  | Giovanni Battista Arconati, I feudatario della Pieve di Dairago |  |  | Giovanni Gaspare Arconati, I feudatario di Arconate e Inveruno |  |
|                                                                |   | Elena Carcano             |                                                 |  |  |       |  |  | Giovanni Battista Arconati, I feudatario della Pieve di Dairago |  |  |                                                                |  |
| Giacomo Antonio Arconati, II feudatario della Pieve di Dairago |   |                           |                                                 |  |  |       |  |  | Giovanni Battista Arconati, I feudatario della Pieve di Dairago |  |  |                                                                |  |
|                                                                |   | Claude de Saint-Germain   | Hélie de Saint-Germain                          |  |  |       |  |  |                                                                 |  |  |                                                                |  |
|                                                                |   | Claude de Saint-Germain   | Hélie de Saint-Germain                          |  |  |       |  |  |                                                                 |  |  |                                                                |  |
|                                                                |   | Claude de Saint-Germain   | Marie d'Annebault                               |  |  |       |  |  |                                                                 |  |  |                                                                |  |
| Galeazzo Arconati, III feudatario della Pieve di Dairago       |   | Claude de Saint-Germain   |                                                 |  |  |       |  |  |                                                                 |  |  |                                                                |  |
|                                                                |   | Luigi Visconti di Cislago | Galeazzo Visconti di Somma, consignore di Somma |  |  |       |  |  |                                                                 |  |  |                                                                |  |
|                                                                |   | Luigi Visconti di Cislago | Galeazzo Visconti di Somma, consignore di Somma |  |  |       |  |  |                                                                 |  |  |                                                                |  |
|                                                                |   | Luigi Visconti di Cislago | Caterina Valperga                               |  |  |       |  |  |                                                                 |  |  |                                                                |  |
| Anna Visconti di Cislago                                       |   | Luigi Visconti di Cislago |                                                 |  |  |       |  |  |                                                                 |  |  |                                                                |  |
|                                                                |   | Lucia Trivulzio           | Renato Trivulzio, signore di Formigara          |  |  |       |  |  |                                                                 |  |  |                                                                |  |
|                                                                |   | Lucia Trivulzio           | Renato Trivulzio, signore di Formigara          |  |  |       |  |  |                                                                 |  |  |                                                                |  |
|                                                                |   | Lucia Trivulzio           | Isabella Borromeo                               |  |  |       |  |  |                                                                 |  |  |                                                                |  |
| Francesco Arconati                                             |   | Lucia Trivulzio           |                                                 |  |  |       |  |  |                                                                 |  |  |                                                                |  |
|                                                                | … | …                         |                                                 |  |  |       |  |  |                                                                 |  |  |                                                                |  |
|                                                                | … | …                         |                                                 |  |  |       |  |  |                                                                 |  |  |                                                                |  |
|                                                                | … | …                         |                                                 |  |  |       |  |  |                                                                 |  |  |                                                                |  |
| …                                                              | … |                           |                                                 |  |  |       |  |  |                                                                 |  |  |                                                                |  |
|                                                                |   | …                         | …                                               |  |  |       |  |  |                                                                 |  |  |                                                                |  |
|                                                                |   | …                         | …                                               |  |  |       |  |  |                                                                 |  |  |                                                                |  |
|                                                                |   | …                         | …                                               |  |  |       |  |  |                                                                 |  |  |                                                                |  |
| Caterina Vaghi                                                 |   | …                         |                                                 |  |  |       |  |  |                                                                 |  |  |                                                                |  |
|                                                                |   | …                         | …                                               |  |  |       |  |  |                                                                 |  |  |                                                                |  |
|                                                                |   | …                         | …                                               |  |  |       |  |  |                                                                 |  |  |                                                                |  |
|                                                                |   | …                         | …                                               |  |  |       |  |  |                                                                 |  |  |                                                                |  |
| …                                                              |   | …                         |                                                 |  |  |       |  |  |                                                                 |  |  |                                                                |  |
|                                                                |   | …                         | …                                               |  |  |       |  |  |                                                                 |  |  |                                                                |  |
|                                                                |   | …                         | …                                               |  |  |       |  |  |                                                                 |  |  |                                                                |  |
|                                                                |   | …                         | …                                               |  |  |       |  |  |                                                                 |  |  |                                                                |  |
|                                                                |   | …                         |                                                 |  |  |       |  |  |                                                                 |  |  |                                                                |  |